# آن‌ها (فیلم ۱۹۷۷)
آن‌ها (به تامیلی: Avargal) و (به انگلیسی: They) فیلمی هندی محصول سال ۱۹۷۷ و به کارگردانی کی. بالاچاندر است. در این فیلم بازیگرانی همچون سوجاتا، کمال حسن، راجینیکانت و راویکومار ایفای نقش کرده‌اند.